# 11 فبراير
- السبت
- الأحد
- الاثنين
- الثلاثاء
- الأربعاء
- الخميس
- الجمعة

- 12 شعبان 1446  هـ
- 23 شعبان 1446  هـ
- 34 شعبان 1446  هـ
- 45 شعبان 1446  هـ
- 56 شعبان 1446  هـ
- 67 شعبان 1446  هـ
- 78 شعبان 1446  هـ
- 89 شعبان 1446  هـ
- 910 شعبان 1446  هـ
- 1011 شعبان 1446  هـ
- 1112 شعبان 1446  هـ
- 1213 شعبان 1446  هـ
- 1314 شعبان 1446  هـ
- 1415 شعبان 1446  هـ
- 1516 شعبان 1446  هـ
- 1617 شعبان 1446  هـ
- 1718 شعبان 1446  هـ
- 1819 شعبان 1446  هـ
- 1920 شعبان 1446  هـ
- 2021 شعبان 1446  هـ
- 2122 شعبان 1446  هـ
- 2223 شعبان 1446  هـ
- 2324 شعبان 1446  هـ
- 2425 شعبان 1446  هـ
- 2526 شعبان 1446  هـ
- 2627 شعبان 1446  هـ
- 2728 شعبان 1446  هـ
- 2829 شعبان 1446  هـ

11 فبراير أو 11 شُباط أو يوم 11 \ 2 (اليوم الحادي عشر من الشهر الثاني) هو اليوم الثاني والأربعون (42) من السنة وفقًا للتقويم الميلادي الغربي (الغريغوري). يبقى بعده 323 يومًا لانتهاء السنة، أو 324 يومًا في السنوات الكبيسة.

## أحداث
- 55 - بريتانيكوس، وريث عرش الإمبراطورية الرومانية الطفل يموت في روما في ظروف غامضة، مخليًا الجو لتولي نيرون عرش الإمبراطورية.
- 1752 - افتتاح مستشفى بنسيلفانيا، وهو أول مستشفى في الولايات المتحدة.
- 1809 - روبرت فلتون يحصل على براءة اختراع السفينة البخارية.
- 1814 - الإعلان عن استقلال النرويج، وهو ما أنهى اتحاد كالمار.
- 1873 - الإعلان عن قيام الجمهورية الإسبانية الأولى والتي استمرت حتى نهاية 1874.
- 1889 - إعلان دستور ميجي في اليابان.
- 1902 - الشرطة البلجيكية تهاجم مظاهرة في بروكسل للمطالبة بحق التصويت للنساء والأقليات.
- 1934 - الإمام يحيى حميد الدين يوقع اتفاقاً مع بريطانيا في صنعاء لمدة أربعين عاماً، يعترف فيه بسلطة بريطانيا على جنوب اليمن مقابل الاعتراف باستقلال شمال اليمن.
- 1945 - رؤساء الولايات المتحدة فرانكلين روزفلت والاتحاد السوفيتي جوزيف ستالين ورئيس وزراء المملكة المتحدة ونستون تشرشل يوقعون اتفاق يالطا الذي وضع أساس مجلس الأمن الدولي.
- 1953 - الاتحاد السوفيتي يقرر قطع علاقاته الدبلوماسية مع إسرائيل بعد أن اكتشف أن مصالحه الإستراتيجية تحتًم وقوفه مع العرب.
- 1968 - اشتعال القتال على الحدود الأردنية الإسرائيلية بين الجيش الإسرائيلي وقوات المقاومة الفلسطينية.
- 1970 -
  - مصادمات بين قوات الأمن الأردنية والمجموعات الفلسطينية في شوارع عمّان مما أدى إلى مقتل 300 شخص، وفي محاولته لمنع خروج دوامة العنف عن السيطرة قام الملك حسين بالإعلان قائلا: «نحن كلنا فدائيون»، كما قام بإعفاء وزير الداخلية من منصبه.
  - اليابان تطلق القمر الاصطناعي أوسومي، وبذلك تصبح رابع دولة تضع قمر اصطناعي في المدار بقدراتها الخاصة.
- 1979 - انهيار الدولة البهلوية وإعلان انتصار الثورة الإسلامية في إيران بقيادة روح الله الخميني.
- 1986 - سقوط «ميناء الفاو» العراقي في يد القوات الإيرانية وذلك أثناء الحرب العراقية الإيرانية.
- 1990 - الإفراج عن زعيم المؤتمر الوطني الأفريقي نيلسون مانديلا بعد سجن استمر 27 عامًا من قبل سلطة جنوب أفريقيا العنصرية.
- 1992 - دولة الكويت والمملكة المتحدة توقعان مذكرة تفاهم كويتية / بريطانية حول التعاون الدفاعي بين البلدين.
- 2003 - الموسيقار ياني يطلق ألبومه الرابع عشر بعنوان (Ethnicity) والذي يحتوي على 12 مقطوعة، وسعى ياني في هذا الألبوم لجمع عدد كبير من الموسيقى الشعبية للأعراق المختلفة.
- 2011 -
  - نائب الرئيس المصري عمر سليمان يعلن عن تخلي الرئيس محمد حسني مبارك عن منصبه وتكليفه للمجلس الأعلى للقوات المسلحة بإدارة شئون البلاد، وذلك بعد 18 يومًا من إندلاع ثورة 25 يناير.
  - اندلاع ثورة الشباب اليمنية ضد حكم الرئيس علي عبد الله صالح.
- 2014 - تحطم طائرة عسكرية جزائرية يؤدي إلى مقتل 77 شخصًا.
- 2015 -
  - صحيفة لو موند الفرنسية مع عدة صحف أخرى تقوم بنشر معلومات خاصة عن أكبر عملية تهرب ضريبي وتبييض أموال تحت اسم سويسليكس ويخص بنك HSBC بين سنتي 2006 و2007.
  - ساتل مرصد المناخ الفضائي السحيق أو DSCOVR، نتيجة عمل تعاوني بين NOAA-NASA-USAF تم إطلاقه بواسطة الصاروخ فالكون 9 التابع لسبيس إكس.
  - السيارة التجريبية المتوسطة أو IXV، أول مكوك فضائي صغير لوكالة الفضاء الأوروبية، تم إطلاقه بواسطة الصاروخ الأوروبي فيغا ثم تم استرداده في المحيط الهادئ.
- 2016 - العلماء من مرصد ليغو يعلنون عن الرصد الأول المباشر لأمواج الجاذبية التي تنبأت بها نظرية النسبية العامة لأينشتاين منذ نحو 100 عام، وقال العلماء أن الأمواج نتجت عن تصادم لثقبين أسودين.
- 2018 - سقوط طائرة روسية يسفر عن مقتل جميع ركابها وعددهم 65، وستة من طاقمها في جنوب شرقي موسكو.
- 2021 - بايرن ميونخ الألماني يتوج ببطولة كأس العالم للأندية للمرة الثانية عقب فوزه على فريق تيغريس أونال المكسيكي بنتيجة 1-0 في النهائي.
- 2024 - منتخب ساحل العاج لكرة القدم يتوج بلقب كأس الأمم الإفريقية 2023 بعد فوزه في النهائي على نظيره النيجيري بنتيجة 2-1.

## مواليد
- 1377 - لادسلاو الأول، ملك نابولي.
- 1380 - بوجيو براشيوليني، إنساني إيطالي.
- 1466 - إليزابيث يورك، زوجة هنري السابع ملك إنجلترا.
- 1535 - غريغوري الرابع عشر، بابا الكنيسة الكاثوليكية.
- 1800 - وليم فوكس تالبوت، مصور فوتوغرافي إنجليزي.
- 1821 - أوجوست مارييت، عالم فرنسي في علم البصريات.
- 1839 - جوزيه غيبس، فيزيائي أمريكي.
- 1847 - توماس إديسون، مخترع ورجل أعمال أمريكي ومخترع المصباح الكهربائي.
- 1886 - مي زيادة، أديبة لبنانية.
- 1898 - محمد السعيد الخلصي، شاعر تونسي.
- 1900 - هانز جورج جادامير، فيلسوف ألماني.
- 1917 - أحمد إسماعيل علي، وزير الدفاع المصري.
- 1920 - فاروق الأول، ملك مصر.
- 1926 - ليسلي نيلسن، ممثل أمريكي.
- 1934 - مانويل نورييغا، رئيس بنما.
- 1936 - بيرت رينولدز، ممثل أمريكي.
- 1943 - سيرج لاما، مغني وملحن وكاتب أغاني فرنسي.
- 1946 - إيان بورترفيلد، لاعب ومدرب كرة قدم اسكتلندي.
- 1947 - يوكيو هاتوياما، رئيس وزراء اليابان.
- 1952 - عمر فتحي، مغني وممثل مصري.
- 1953 - جب بوش، سياسي أمريكي.
- 1954 - إيلي بن دهان، حاخام وسياسي إسرائيلي.
- 1959 - مرضية وحيد دستجردي، سياسية وأستاذة جامعية إيرانية.
- 1962 - شيريل كرو، موسيقية أمريكية.
- 1963 - خوسيه ماري باكيرو، لاعب ومدرب كرة قدم إسباني.
- 1964 - سارة بالين، سياسية أمريكية.
- 1969 - جينيفر أنيستون، ممثلة أمريكية.
- 1971 - داميان لويس، ممثل إنجليزي.
- 1972 -
  - غزلان، إعلامية إماراتية.
  - ستيف ماكمانامان، لاعب كرة قدم إنجليزي.
- 1973 - علي العمري، داعية إسلامي سعودي.
- 1974 -
  - نيك بارمبي، لاعب كرة قدم إنجليزي.
  - أليكس جونز، مذيع راديو أمريكي.
  - عيسى مصطفى، ممثل أمريكي.
- 1977 -
  - إيوانيس أوكاس، لاعب كرة قدم قبرصي.
  - مايك شينودا، مغني أمريكي.
- 1979 - براندي نوروود، ممثلة ومغنية أمريكية.
- 1980 - مارك بريشيانو، لاعب كرة قدم أسترالي.
- 1981 - كيلي رولاند، مغنية أمريكية.
- 1982 - قمر الترك، ممثلة سعودية.
- 1983 - رافائيل فان در فارت، لاعب كرة قدم هولندي.
- 1986 - كيز لوكس، لاعب كرة قدم هولندي.
- 1992 - تايلور لوتنر، ممثل أمريكي.
- 1999 - أندري لونين، لاعب كرة قدم أوكراني.

## وفيات
- 244 - جورديان الثالث، إمبراطور روماني.
- 641 - هرقل، إمبراطور بيزنطي.
- 824 - باسكال الأول، بابا الكنيسة الكاثوليكية.
- 1503 - إليزابيث يورك، زوجة هنري السابع ملك إنجلترا.
- 1626 - بييترو كاتالدي، عالم رياضيات إيطالي.
- 1650 - رينيه ديكارت، فيلسوف فرنسي.
- 1868 - ليون فوكو، عالم فيزياء فرنسي.
- 1916 - مصطفى خلقي، شاعر وعسكري وموسيقي سوري.
- 1930 - بمبة كشر، راقصة مصرية.
- 1931 - تشارلز ألجرنون بارسونز، مخترع بريطاني.
- 1948 - سيرجي آيزنشتاين، مخرج روسي.
- 1963 - سيلفيا بلاث، شاعرة وروائية أمريكية.
- 1973 - هانز ينسن، عالم فيزياء ألماني حاصل على جائزة نوبل في الفيزياء عام 1963.
- 1978 -
  - جيمس كونانت، كيميائي أمريكي ورئيس جامعة هارفارد.
  - هاري مارتنسون، أديب سويسري حاصل على جائزة نوبل في الأدب عام 1974.
- 1993 - روبرت هولي، عالم كيمياء حيوية أمريكي حاصل على جائزة نوبل في الطب عام 1968.
- 1994 - بول فايراباند، فيلسوف نمساوي.
- 1996 - وجيه البارودي، طبيب وشاعر سوري.
- 2000 - جاكلين أوريول، طيارة فرنسية.
- 2003 -
  - علاء ولي الدين، ممثل مصري.
  - رينيه حبشي، فيلسوف لبناني مصري.
- 2004 - شيرلي ستريكلاند، لاعبة أولمبية لرياضة ألعاب القوى من أستراليا.
- 2008 -
  - توم لانتوس، سياسي أمريكي.
  - فؤاد التكرلي، كاتب عراقي.
- 2009 -
  - فيليم كولف، طبيب هولندي.
  - أحمد عوض، ممثل كويتي.
- 2011 - بو كاربيلان، كاتب وشاعر فنلندي.
- 2012 - ويتني هيوستن، مغنية أمريكية.
- 2021 - علي حميدة، مغني وممثل مصري.

## أعياد ومناسبات
- ذكرى انتصار الثورة الإسلامية في إيران.
- يوم التأسيس الوطني في اليابان.
- يوم الشباب الوطني في الكاميرون.
- يوم المخترعين الوطني في الولايات المتحدة.
- ذكرى ثورة الشباب في اليمن.
- اليوم الدولي للمرأة والفتاة في ميدان العلوم

## وصلات خارجية
- وكالة الأنباء القطريَّة: حدث في مثل هذا اليوم.
- النيويورك تايمز: حدث في مثل هذا اليوم.
- BBC: حدث في مثل هذا اليوم.